# Rafaela Ortega y Gasset
Rafaela Ortega y Gasset (* 12. Oktober 1884 in Madrid; † 12. November 1940 ebenda) war eine spanische Philanthropin und Humanistin.

## Leben

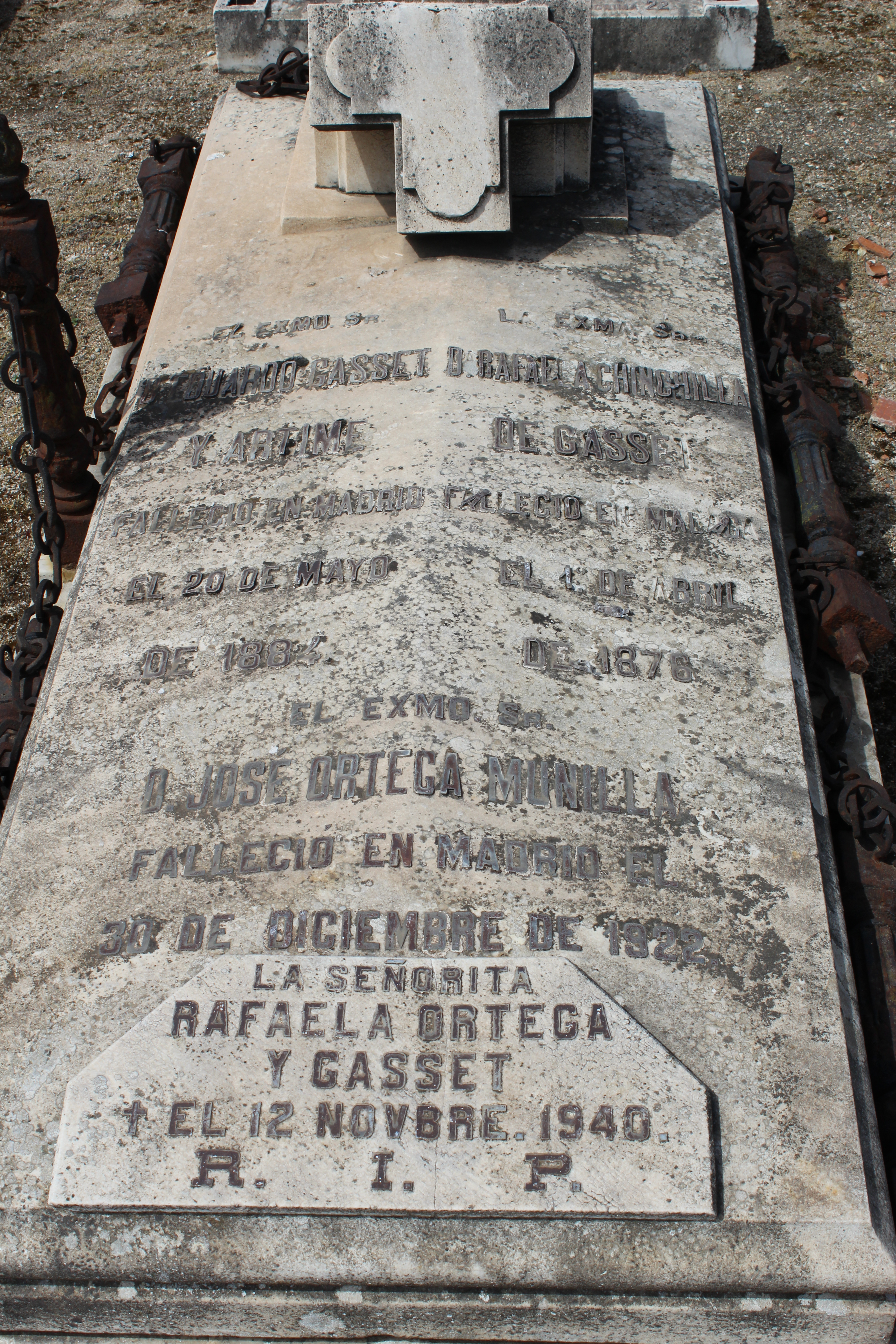
Grabinschrift Rafaela Ortega y Gasset auf dem Familiengrab

Ortega war die Tochter von Dolores Gasset Chinchilla aus Marbella, Tochter des Herausgebers der Zeitung El Imparcial, und von José Ortega Munilla, einem Schriftsteller und Journalisten, der mehrere Literaturzeitschriften gründete und auch Herausgeber von El Imparcial wurde. Ihre Brüder waren Eduardo (* 1882), José (1883–1955) und Manuel (* 1885). Da ihre Familie zur Oberschicht und intellektuellen Elite des Landes gehörte, erwarb sie im Kreise der Familie umfangreiche Bildung, ohne – wie für Frauen der Zeit üblich – einen eigenen Schul- oder Universitätsabschluss zu erwerben.
Zu Beginn des 20. Jahrhunderts war sie aktiv an der Gründung und Entwicklung von zwei Einrichtungen in Madrid beteiligt, die die Ausbildung von Frauen förderten: der im März 1914 von Pedro Poveda initiierten Theresianischen Institution und der Residencia de Señoritas, einem von María de Maeztu geleiteten Studentinnenwohnheim der Institución Libre de Enseñanza (ILE). Auch Rosario Menéndez Pidal, die Schwester des Philologen Ramón Menéndez Pidal, arbeitete in beiden Institutionen mit. Die Ziele der beiden Residencias (der Teresianischen und der von Maeztu geleiteten) waren sehr ähnlich und sie arbeiteten eng zusammen, auch wenn sie sich unter anderem darin unterschieden, dass die eine katholisch und die andere weltlich ausgerichtet war. Die Familie Ortega Munilla stellte den Schülerinnen der Residencia de la Institución Teresiana ihre eigene Bibliothek zur Verfügung und pflegte Freundschaften mit Schülerinnen, Lehrerinnen und mit Pedro Poveda selbst.
In der ein Jahr später gegründeten Residencia de Señoritas war José Ortega y Gasset Maeztus Mentor und Rafaela Ortega pflegte eine enge Freundschaft mit María de Maeztu. Rafaela Ortega war an der Umsetzung des internen Arbeitsprogramms der Residencia de Señoritas beteiligt, das von María de Maeztu in Zusammenarbeit mit Eulalia Lapresta ausgearbeitet worden war. Ortega war auch eine treibende Kraft bei der Gründung einer Grupo de señoritas in der Residencia und fungierte bei einigen Gelegenheiten als Interimsdirektorin. Die vorhandene Korrespondenz zeigt die tägliche Zusammenarbeit zwischen Ortega und Maeztu und das Vertrauen, das letztere in die Erstere setzte, um Konflikte zu lösen. Die Beziehung zwischen den Führungskräften war eng, und das erhaltene sogenannte „Blaue Buch“ (ein Kommunikationsinstrument zwischen der Leitung und dem Personal der Residencia) zeigt die Komplexität, die die Leitung der Residenz erreichte, und das breite Spektrum an pädagogischen und häuslichen Themen, mit denen sie sich täglich beschäftigten.
Als Maeztu sich für die Gründung der Instituto-Escuela einsetzte, die die pädagogischen Ziele international, insbesondere auf die Vereinigten Staaten, ausdehnen und einen Austausch von Studierenden und Verfahren einrichten sollte, bildete sie ein übergeordnetes Gremium. Dort vertraten neben ihr Rafaela Ortega, María Goyri und José Castillejo (Sekretär der Junta para Ampliación de Estudios) die spanische Seite, während die anderen Mitglieder dem amerikanischen Team des ebenfalls in Madrid ansässigen Instituto Internacional de Madrid angehörten: Sarah Huntington, Anna Thompson und Susan Hamilton.
Die Residencia de Señoritas hatte einen starken Einfluss auf die Gesellschaft ihrer Zeit, da sie Intellektuelle, Philosophinnen, Politikerinnen, Juristinnen und Schriftstellerinnen zusammenbrachte, die die Beteiligung von Frauen an der sozialen, wirtschaftlichen, intellektuellen und politischen Welt förderten, darunter Victoria Kent, Zenobia Camprubí, Rosa Chacel, Margarita Sirga, María Zambrano, María Pilar Oñate und María Martínez Sierra. Die „Notables“-Briefe dokumentieren die Beziehungen der Residencia mit der Elite der Intelligenz, der Politik, der Bourgeoisie und dem Mittel- und Oberschichtshandel sowie mit Teilen der Aristokratie.
Zusammen mit Camprubí und Maeztu gründete sie 1918 eine philanthropische Einrichtung zur direkten Unterstützung von Kindern aus Arbeiterfamilien, die den Namen La enfermera a domicilio („Die Krankenschwester zu Hause“) erhielt. Nach dem Ende ihrer Arbeit an der Residencia de Señoritas in den 1930er Jahren folgte sie nach Berichten ihrer Nichte Soledad Ortega Spottorno ganz ihrer religiösen Berufung.
Ortega starb im November 1940 in Madrid und ist im Familiengrab der Ortega y Gasset auf dem Cementerio Sacramental de San Isidro begraben.